# Macdunnoughia rhopalosema
Macdunnoughia rhopalosema là một loài bướm đêm trong họ Noctuidae.